# Centrální vysočina Srí Lanky
Centrální vysočina Srí Lanky je hornatá oblast ve vnitrozemí jižní poloviny ostrova Cejlon, ve které se nachází i nejvyšší hora Srí Lanky - Pidurutalagala (2 524 m n. m.). Zároveň je to název jedné ze srílanských památek světového přírodního dědictví UNESCO, která sestává ze 3 chráněných území. Pod ochranou UNESCO jsou národní park Horton Plains (3160 ha, vyhlášen v roce 1988), chráněný les Knuckles (31 305 ha) a chráněné území Peak Wilderness (22 379 ha). Jejich souhrnná plocha je 568 km², což představuje zhruba 0,87% rozlohy ostrova.

## Fauna a flora
Centrální vysočina je považovaná za významný hotspot biologické rozmanitosti. Nejrozšířenější biotopy jsou podhorské a horské mlžné a monzunové lesy a přilehlé travní porosty. Biotop horského tropického lesa je domovem pro endemické rostliny, obojživelníky, sladkovodní ryby, měkkýše, plazy, ptáky a svace. Žijí zde např. kriticky ohrožení primáti hulmani rudolící a ohrožení lori štíhlí. Mezi endemity patří mimo jiné i levhart cejlonský.

## Fotogalerie

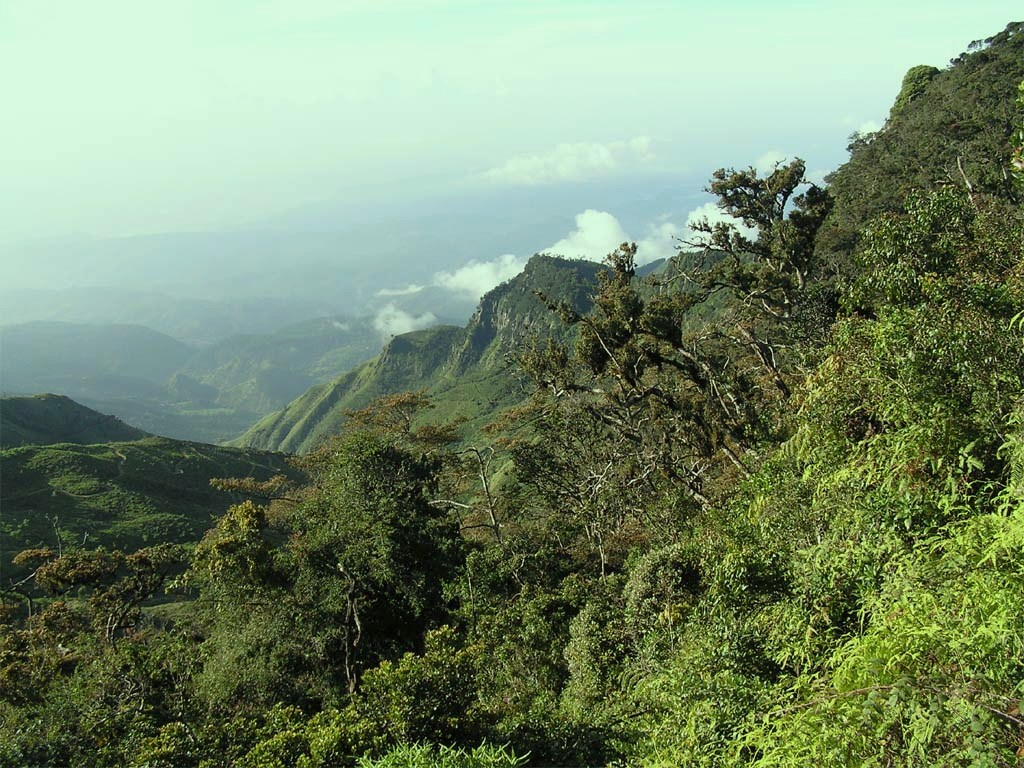
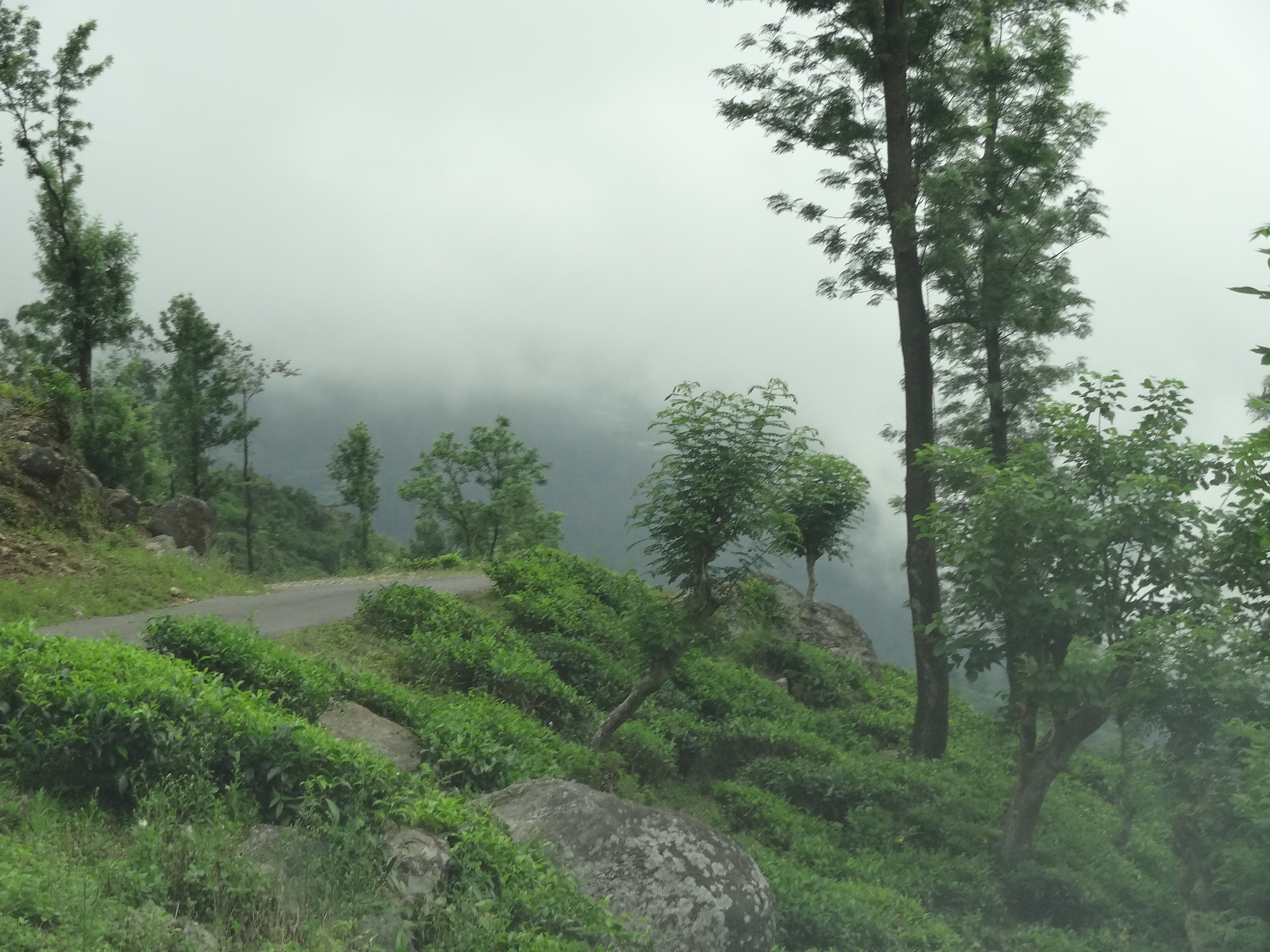
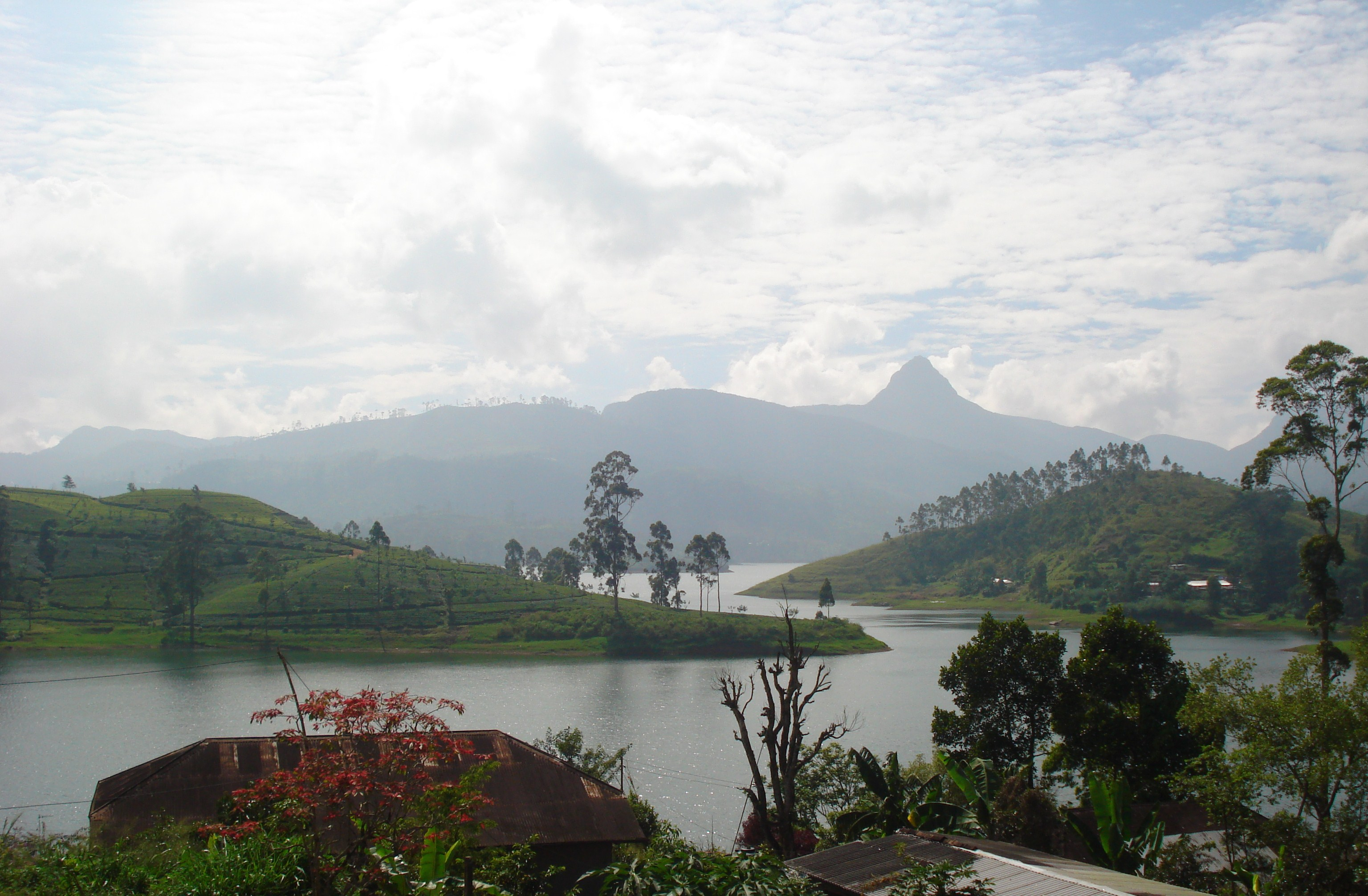
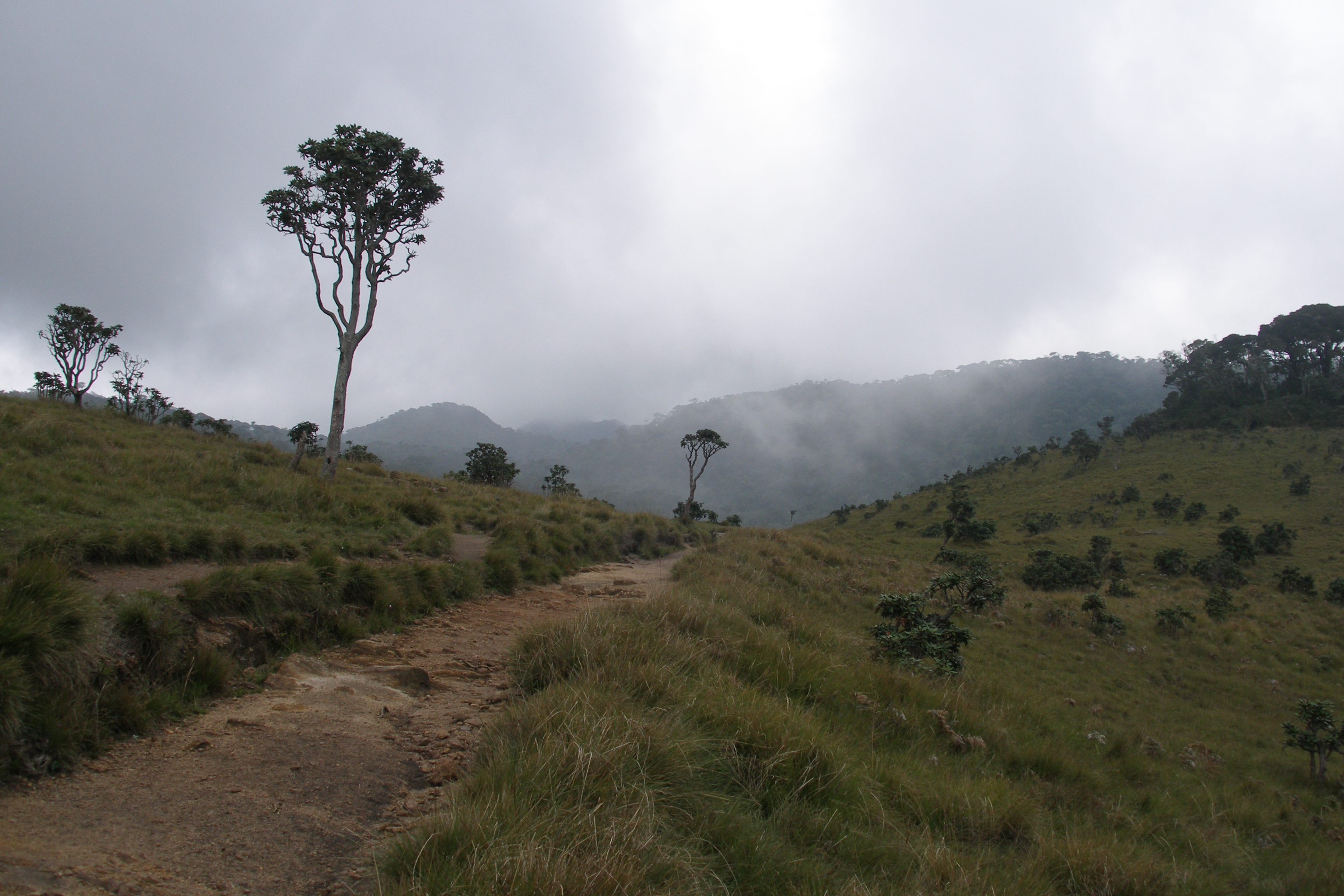
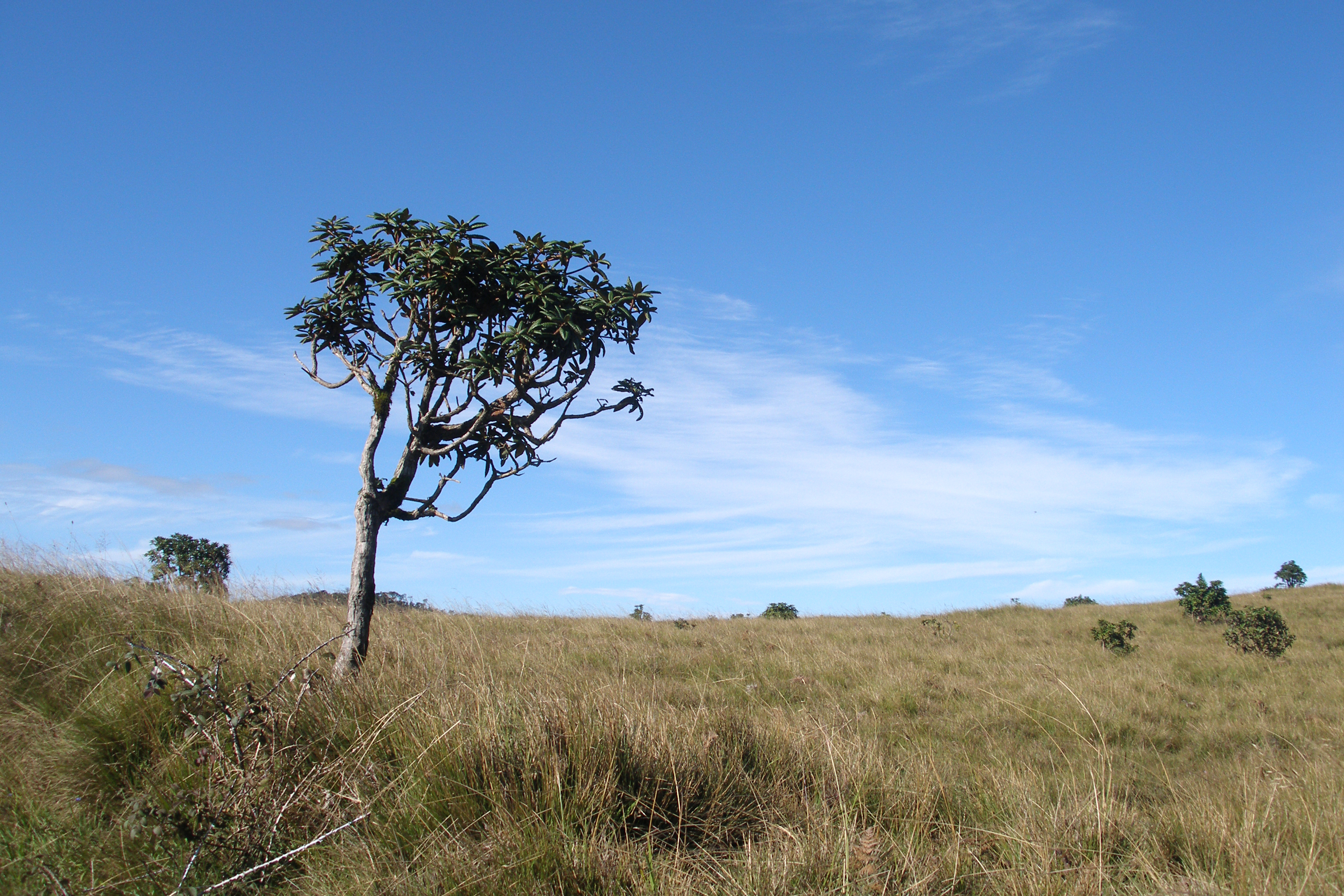